# Коган, Исаак Ефимович
Исаа́к Ефи́мович Ко́ган (28 апреля 1900, Владиславов — 1 июня 1956, Москва) — советский комсомольский и партийный деятель, государственный чиновник, организатор кинопроизводства, первый директор киностудии «Союздетфильм» (1936—1937).

## Биография
Родился 28 апреля 1900 года во Владиславове (ныне Науместис) Сувалкской губернии в многодетной еврейской семье, отец — учитель. В детском возрасте повредил позвоночник и до конца своих дней оставался горбуном.
В 1913 году семья переехала в Воронеж. Учился в городском реальном училище в числе «пятипроцентников» (квота на евреев). В 1917 году вступил в Союз еврейской социалистической молодёжи, с 1919 года — член РКСМ. Во время Гражданской войны был мобилизован в Красную армию, по состоянию здоровья проходил службу политруком госпиталя в Козлове (ныне Мичуринск). Весной 1919 года был отозван в Воронеж, в 1920—1922 годах — секретарь Воронежского губернского комитета РКСМ. В январе 1920 года вступил в ряды РКП(б). Был сторонником самостоятельности РКСМ. Делегат III (1920), IV (1921), V (1922) съездов РКСМ.
В 1922 году переехал в Москву, работал в ЦК РКСМ, заболел туберкулёзом и в связи с этим был направлен в Крым, получив назначение на должность первого секретаря Крымского обкома РКСМ.
Летом 1924 года вернулся в Москву. В октябре 1924 года поступил на заочное отделение Московского института народного хозяйства имени Г. В. Плеханова, вскоре был принят на работу в аппарат ЦК ВКП(б). В апреле 1925 года входил в техническую группу секретариата XIV всесоюзной конференции ВКП(б), пользовался расположением В. М. Молотова. С мая 1925 года — ответственный работник агитационно-пропагандистского отдела ЦК ВКП(б).
В 1929 году — заместитель секретаря председателя Совнаркома РСФСР С. И. Сырцова. С февраля 1931 года — начальник управления кадров Объединения государственных книжно-журнальных издательств (ОГИЗ) при Наркомпросе РСФСР, затем — начальник Лейпцигского отделения внешней торговли по экспорту нефтепродуктов Наркоминдела СССР, с 1934 года — коммерческий директор всего направления по экспорту нефти в Берлине. В 1935 году — заместитель председателя Всесоюзного объединения «Международная книга — Антиквариат» Наркомвнешторга СССР.
С января 1936 года — заместитель начальника управления производства художественных фильмов Главного управления кинематографии (ГУК) Всесоюзного комитета по делам искусств при СНК СССР. Поступил на заочное отделение ВГИКа.
Директор киностудии «Союздетфильм» с момента её создания в июне 1936 года. Привлёк к работе в «Союздетфильме» таких мастеров кино, как А. А. Роу, И. П. Иванов-Вано, Г. Ф. Милляр. В период его руководства киностудией были поставлены картины «Белеет парус одинокий», «Остров сокровищ», начата работа над фильмом «Доктор Айболит». Звукооператор киностудии Н. Д. Озорнов вспоминал о И. Е. Когане как об «умелом и знающем директоре, который сумел за короткий срок вывести „Союздетфильм“ в число лучших киностудий страны».
В апреле 1937 года получил взыскание со стороны руководства ГУК за отсутствие действенного контроля по очистке фильмового фонда от политически вредных кадров. В июне 1937 года был снят с работы, обвинён в троцкизме и исключён из партии.
В августе 1937 года был арестован. Приговорён к административной ссылке в Сибирь. Находился в селе Тевриз Омской области, работал бухгалтером на льнозаводе. В 1948 году был переведён на поселение в Казахстан.
В 1955 году был реабилитирован, вернулся в Москву, работал заведующим отделом дублирования на Киностудии имени Горького.
Скончался 1 июня 1956 года в Москве.